# Hachim Maaroufou
Hachim Maaroufou (* 13. Februar 1997 in Marseille) ist ein komorischer Leichtathlet französischer Herkunft, der sich auf den Sprint spezialisiert hat und seit Februar 2022 für die Komoren startberechtigt ist. Aktuell ist er Inhaber der Landesrekorde über 100 und 200 Meter.

## Sportliche Laufbahn
Erste Erfahrungen bei internationalen Meisterschaften sammelte Hachim Maaroufou im Jahr 2017, als er bei den U23-Europameisterschaften in Bydgoszcz mit der französischen 4-mal-100-Meter-Staffel in 39,86 s den vierten Platz belegte. 2022 startete er für die Komoren im 200-Meter-Lauf bei den Afrikameisterschaften in Port Louis und schied dort mit 21,24 s im Halbfinale aus. Anschließend startete er dank einer Wildcard über diese Distanz bei den Weltmeisterschaften in Eugene und kam dort mit 20,91 s nicht über die erste Runde hinaus. Im August schied er dann bei den Islamic Solidarity Games in Konya mit 20,84 s im Semifinale aus. Im Jahr darauf kam er bei den Weltmeisterschaften in Budapest mit 21,29 s im Vorlauf über 200 Meter aus und 2024 belegte er bei den Afrikameisterschaften in Douala in 21,02 s den sechsten Platz. Anschließend schied er bei den Olympischen Sommerspielen in Paris mit 10,52 s in der ersten Runde über 100 Meter aus.

## Persönliche Bestleistungen
- 100 Meter: 10,31 s (+1,7  m/s), 8. Juni 2024 in Montpellier (komorischer Rekord)
  - 60 Meter (Halle): 6,80 s, 3. Februar 2023 in Miramas
- 200 Meter: 20,52 s (+0,8 m/s), 26. Mai 2022 in Aubagne
  - 200 Meter (Halle): 20,95 s, 18. Februar 2024 in Miramas (komorischer Rekord)